# Charles Murray (actor)
Charles Murray (22 de junio de 1872 – 29 de julio de 1941) fue un actor cinematográfico de nacionalidad estadounidense, activo en la época del cine mudo.  
Nacido en Laurel, Indiana, actuó en un total de 283 filmes entre 1912 y 1938. Falleció en Los Ángeles, California, a causa de una neumonía.

## Filmografía

### Biograph Company

#### Bajo la dirección de Dell Henderson
Salvo indicación contraria, todos los filmes son de Dell Henderson : 
| - 1912 Through Dumb Luck - 1912 Mr. Grouch at the Seashore - 1912 Getting Rid of Trouble - 1912 Love's Messenger - 1912 A Mixed Affair - 1912 A Disappointed Mama - 1912 The Line at Hogan's - 1912 A Ten-Karat Hero - 1912 Like the Cat, They Came Back - 1912 A Limited Divorce - 1912 At the Basket Picnic - 1912 A Real Estate Deal - 1912 The Club-Man and the Crook - 1912 His Auto's Maiden Trip - 1912 Their Idols - 1912 Hoist on His Own Petard - 1912 An Absent-Minded Burglar - 1913 Look Not Upon the Wine - 1913 Tightwad's Predicament - 1913 The Power of the Camera - 1913 A Delivery Package - 1913 The Old Gray Mare - 1913 All Hail to the King - 1913 Their One Good Suit - 1913 Edwin Masquerades - 1913 An 'Uncle Tom's Cabin' Troupe - 1913 He Had a Guess Coming - 1913 A Horse on Bill | - 1913 A Ragtime Romance - 1913 The Daylight Burglar - 1913 Frappe Love - 1913 The King and the Copper - 1913 A Rainy Day - 1913 Cinderella and the Boob - 1913 Highbrow Love - 1913 Slippery Slim Repents - 1913 Just Kids - 1913 Red Hicks Defies the World - 1913 Jenks Becomes a Desperate Character - 1913 The Rise and Fall of McDoo - 1913 Almost a Wild Man - 1913 The Mothering Heart, de D.W. Griffith - 1913 Master Jefferson Green - 1913 Faust and the Lily - 1913 An Old Maid's Deception - 1913 The Reformers; or, The Lost Art of Minding One's Business, de D.W. Griffith - 1913 The Noisy Suitors - 1913 A Sea Dog's Love - 1913 The Suffragette Minstrels - 1913 Father's Chicken Dinner - 1913 Objections Overruled - 1913 Edwin's Badge of Honor - 1913 The Lady in Black - 1913 Baby Indisposed |

#### Bajo la dirección de Edward Dillon
Salvo indicación contraria, todos los filmes son de Edward Dillon : 
| - 1913 His Hoodoo - 1913 For the Son of the House, de Dell Henderson - 1913 The End of the World - 1913 With the Aid of Phrenology - 1913 Dyed But Not Dead - 1913 Scenting a Terrible Crime - 1913 Never Known to Smile - 1913 McGann and His Octette - 1913 The Winning Punch - 1913 A Fallen Hero - 1913 An Evening with Wilder Spender - 1913 Boarders and Bombs - 1913 A Barber Cure - 1913 In the Hands of the Black Hands | - 1913 Mixed Nuts - 1913 He's a Lawyer - 1913 The Somnambulists - 1913 How the Day Was Saved - 1913 Binks' Vacation - 1913 Oh, Sammy! - 1914 Skelley's Skeleton - 1914 She's a Cook (director desconocido) - 1914 How They Struck Oil, de Dell Henderson - 1914 Skelley Buys a Hotel - 1914 One Thousand to One Shot (director desconocido) - 1914 Skelley and the Turkey - 1914 Because of a Hat - 1914 Skelley's Birthday |

### Keystone Film Company
| - 1914 The Passing of Izzy, de George Nichols - 1914 A Bath House Beauty, de Roscoe Arbuckle - 1914 Finnegan's Bomb, de George Nichols - 1914 When Reuben Fooled the Bandits, de George Nichols - 1914 A Fatal Flirtation, de George Nichols - 1914 Her Friend the Bandit, de Mabel Normand y Charles Chaplin - 1914 A Gambling Rube, de Dell Henderson - 1914 A Missing Bride - 1914 Mabel's Married Life - 1914 Love and Bullets, de Roscoe Arbuckle - 1914 The Great Toe Mystery, de Charles Avery - 1914 Soldiers of Misfortune, de Dell Henderson - 1914 Such a Cook, de Charley Chase - 1914 The Masquerader, de Charles Chaplin - 1914 His New Profession, de Charles Chaplin - 1914 He Loves the Ladies, de Mack Sennett - 1914 Killing Horace, de Roscoe Arbuckle - 1914 Fatty Again, de Roscoe Arbuckle - 1914 The Angels, de Charley Chase - 1914 Stout Hearts But Weak Knees, de Mack Sennett - 1914 Cursed by His Beauty, de Dell Henderson - 1914 His Talented Wife, de Mack Sennett - 1914 Tillie's Punctured Romance, de Mack Sennett - 1914 The Noise of Bombs, de Mack Sennett - 1914 His Halted Career, de Walter Wright - 1914 The Plumber, de Dell Henderson - 1914 Hogan's Annual Spree, de Charles Avery - 1914 Their Fatal Bumping, de Charley Chase - 1914 His Second Childhood, de Charles Avery - 1915 Hogan's Wild Oats, de Charles Avery - 1915 Only a Farmer's Daughter, de F. Richard Jones - 1915 Rum and Wall Paper, de Charles Avery - 1915 Hogan's Mussy Job, de Charles Avery | - 1915 Hogan, the Porter, de Charles Avery - 1915 Caught in a Park, de Frank Griffin - 1915 Hogan's Romance Upset, de Charles Avery - 1915 Hogan's Aristocratic Dream, de Charles Avery - 1915 Hogan Out West, de Charles Avery - 1915 From Patches to Plenty, de Walter Wright - 1915 Caught in the Act, de Frank Griffin - 1915 A One Night Stand - 1915 The Beauty Bunglers, de Charles Avery - 1915 Their Social Splash, de Charles Avery y Arvid E. Gillstrom - 1915 Those College Girls, de Mack Sennett - 1915 Merely a Married Man, de Charles Avery - 1915 A Game Old Knight, de F. Richard Jones - 1915 Her Painted Hero, de F. Richard Jones - 1915 The Great Vacuum Robbery, de Clarence G. Badger y Harry Williams - 1915 Fatty and the Broadway Stars - 1916 The Feathered Nest, de Frank Griffin - 1916 A Movie Star, de Fred Hibbard - 1916 Fido's Fate, de Frank Griffin - 1916 His Hereafter, de F. Richard Jones - 1916 His Auto Ruination, de Fred Hibbard - 1916 The Judge, de F. Richard Jones - 1916 A Love Riot, de F. Richard Jones - 1916 A Bath House Blunder, de Dell Henderson - 1916 Her Marble Heart, de F. Richard Jones - 1916 Pills of Peril, de F. Richard Jones - 1916 Maid Mad, de Frank Griffin - 1916 Bombs!, de Frank Griffin - 1917 Maggie's First False Step, de Frank Griffin y Mack Sennett - 1917 Her Fame and Shame, de Frank Griffin - 1917 The Betrayal of Maggie, de Frank Griffin - 1917 His Precious Life, de Herman C. Raymaker |

### Mack Sennett Comedies
| - 1917 A Bedroom Blunder, de Edward F. Cline y Hampton Del Ruth - 1917 That Night, de Edward F. Cline y Hampton Del Ruth - 1918 Watch Your Neighbor, de Hampton Del Ruth y Victor Heerman - 1918 Friend Husband, de Walter Wright - 1918 Love Loops the Loop, de Hampton Del Ruth y Walter Wright - 1918 Her Blighted Love, de Hampton Del Ruth y Walter Wright - 1918 His Wife's Friend, de Walter Wright - 1918 Whose Little Wife Are You?, de Edward F. Cline - 1918 Hide and Seek, Detectives, de Edward F. Cline - 1919 Never Too Old, de F. Richard Jones - 1919 Yankee Doodle in Berlin, de F. Richard Jones - 1919 Puppy Love, de Roy William Neill - 1919 Reilly's Wash Day, de F. Richard Jones - 1919 When Love Is Blind, de Edward F. Cline - 1919 Trying to Get Along, de F. Richard Jones - 1919 The Dentist, de F. Richard Jones - 1919 Uncle Tom Without a Cabin, de Edward F. Cline y Ray Hunt - 1919 Up in Alf's Place, de F. Richard Jones | - 1919 Salome vs. Shenandoah, de Ray Grey, Ray Hunt y Erle C. Kenton - 1919 The Speakeasy, de F. Richard Jones - 1920 Ten Dollars or Ten Days - 1920 Gee Whiz, de F. Richard Jones - 1920 By Golly!, de Charles Murray - 1920 Married Life, de Erle C. Kenton - 1920 Great Scott!, de Charles Murray - 1920 Don't Weaken!, de Malcolm St. Clair - 1920 His Youthful Fancy, de Erle C. Kenton - 1920 Movie Fans, de Erle C. Kenton - 1920 Love, Honor and Behave!, de F. Richard Jones y Erle C. Kenton - 1921 A Small Town Idol, de Erle C. Kenton y Mack Sennett - 1921 The Unhappy Finish, de James D. Davis - 1921 Home Talent, de Mack Sennett y James E. Abbe - 1921 Hard Knocks and Love Taps, de Roy Del Ruth - 1922 The Crossroads of New York, de F. Richard Jones |

### Varios
| - 1922 Faint Hearts, de Gregory La Cava - 1922 A Social Error, de Gregory La Cava - 1923 The Four Orphans, de Gregory La Cava - 1923 The Fatal Photo, de Richard Thorpe - 1923 The Busybody, de Gregory La Cava - 1923 Luck - 1923 The Pill Pounder, de Gregory La Cava - 1923 So This Is Hamlet?, de Gregory La Cava - 1923 Helpful Hogan, de Gregory La Cava - 1923 Wild and Wicked, de Gregory La Cava - 1923 Bright Lights of Broadway, de Webster Campbell - 1923 The Fiddling Fool, de Gregory La Cava - 1924 Painted People - 1924 Lilies of the Field - 1924 Scarem Much - 1924 Fools' Highway - 1924 The Hollywood Kid - 1924 Flickering Youth - 1924 The Girl in the Limousine - 1924 The Fire Patrol - 1924 Empty Hearts - 1924 The Mine with the Iron Door - 1924 Sundown - 1925 Who Cares - 1925 Percy - 1925 Wizard of Oz - 1925 My Son - 1925 White Fang - 1925 Fighting the Flames - 1925 Paint and Powder - 1925 Classified - 1925 Why Women Love - 1925 Somewhere in Somewhere - 1925 Steel Preferred - 1926 Mike - 1926 The Reckless Lady - 1926 Irene - 1926 The Cohens and Kellys - 1926 Her Second Chance - 1926 The Boob - 1926 Sweet Daddies - 1926 Mismates - 1926 Subway Sadie - 1926 Paradise - 1926 The Silent Lover O'Reilly - 1927 The Masked Woman - 1927 McFadden's Flats | - 1927 Lost at the Front Patrick Muldoon - 1927 The Poor Nut - 1927 The Life of Riley - 1927 The Gorilla, de Alfred Santell - 1927 Love in a Police Station - 1928 The Cohens and the Kellys in Paris - 1928 Pioneer Scout - 1928 Flying Romeos Cohan - 1928 Vamping Venus - 1928 The Head Man - 1928 Do Your Duty - 1930 The Duke of Dublin, de William Watson - 1930 The Cohens and the Kellys in Scotland, de William James Craft - 1930 Clancy in Wall Street, de Ted Wilde - 1930 His Honor the Mayor, de William Watson - 1930 King of Jazz, de John Murray Anderson - 1930 Around the Corner, de Bert Glennon - 1930 Rolling Along, de Albert Ray - 1930 Go to Blazes, de Harry Edwards - 1930 Discontented Cowboys, de Albert Ray - 1930 The Love Punch, de Nat Ross - 1930 The Cohens and the Kellys in Africa, de Vin Moore - 1931 In Old Mazuma, de Nat Ross - 1931 Caught Cheating, de Frank R. Strayer - 1931 Hot and Bothered, de Charles Lamont - 1931 All Excited, de Charles Lamont - 1931 The Slippery Pearls, de William C. McGann - 1931 Divorce à la Carte, de Charles Lamont - 1931 Stay Out, de Albert H. Kelley - 1931 Models and Wives, de Charles Lamont - 1932 The Cohens and Kellys in Hollywood, de John Francis Dillon - 1932 Courting Trouble, de Leslie Pearce - 1932 Hypnotized, de Mack Sennett - 1933 Cohen et Kelly bootleggers, de George Stevens - 1934 Ten Baby Fingers, de Jules White - 1934 Radio Dough, de Al Boasberg - 1934 Stable Mates, de Jules White - 1934 Fishing for Trouble, de Sam White - 1934 Plumbing for Gold, de Charles Lamont - 1934 Back to the Soil, de Jules White - 1935 His Old Flame, de James W. Horne - 1935 Lucky Beginners, de Gordon Douglas - 1936 Dangerous Waters, de Lambert Hillyer - 1937 Circus Girl, de John H. Auer - 1937 County Fair, de Howard Bretherton - 1938 Breaking the Ice, de Edward F. Cline |